# Угон танка в Сан-Диего
Угон танка в Сан-Диего — преступление, произошедшее 17 мая 1995 года, когда ветеран американской армии Шон Тимоти Нельсон угнал танк M60A3 из арсенала Национальной гвардии Калифорнии и проехал на нём 6 миль, круша автомобили и инфраструктуру пригорода Сан-Диего, но никого не травмируя. Танк потерпел аварию и был частично выведен из строя; полиция Сан-Диего взломала его, прежде чем застрелить Нельсона. Его мотивы остались неизвестны. Инцидент поднял вопросы о военной безопасности в арсенале гвардии и спровоцировал изменения в хранении танков в Калифорнии.

## Шон Нельсон
Шон Тимоти Нельсон родился 21 августа 1959 года в Калифорнии и был вторым из трёх сыновей Бетти и Фреда Нельсонов. Он учился в средней школе Джеймса Мэдисона — где учился на втором курсе в 1975—1976 учебном году; вырос в Клермонте, Сан-Диего, позже он женился на Сьюзи Хеллман в 1984 году.
В 1978 году Нельсон записался в армию США. Он служил в Германии в бронетанковом отделении в качестве командира танка. Рядовой Нельсон уволился в 1980 году из-за «дисциплинарных проблем» с т. н. 'почётным увольнением'. После этого он начал успешную карьеру в сфере сантехники, а в 1991 году открыл собственный бизнес в Сан-Диего.
Будучи пациентом Мемориальной больницы Шарпа в 1990 году, Нельсон позже подал в суд на больницу из-за драки с участием охранника отделения неотложной помощи. Нельсон снова подал на них в суд в 1992 году за халатность: в том же году там умерла его мать. Иски были объединены и отклонены в 1993 году. Брат Нельсона позже скажет, что Шон Нельсон «думал, что заключил нечестную сделку».
В Клермонте Нельсон получил определённую известность из-за своего необычного поведения. В ночные часы он стриг газон и копал золото в 20-футовой (6 метров) яме на заднем дворе; территория около его дома была покрыта обломками машин и мусором, а полиция посещала его девять раз в 1994—1995 годах «по звонкам, начиная от сообщений о домашнем насилии и заканчивая жалобами на то, что фургон Нельсона был украден». Он был известен, но не «добропорядочно известен» своим соседям.
Нельсон долгое время боролся со злоупотреблением алкоголем и метамфетамином, что стало причиной ухода его жены в 1991 году. Фургон и сантехнические инструменты Нельсона были украдены в июне 1994 года, и его подрядный бизнес пришёл в упадок. К маю 1995 года у Нельсона были «проблемы со здоровьем», в том числе перелом позвоночника, вызванный аварией на мотоцикле. Он был безработным, его дом на Уилламетт-авеню был лишён права выкупа и отключен от коммунальных услуг, ему было вручено уведомление о выселении, и он недавно расстался с девушкой. Нельсон сделал «заявления, намекающие на самоубийство».

## Оружейный склад
Оружейный склад Национальной гвардии Калифорнии (32°48′02″ с. ш. 117°09′42″ з. д.) окружён 8-футовым (2,4 метра) ограждением из сетки Рабица, с тремя рядами колючей проволоки поверху. Оружейный персонал обычно уходил в 6 часов вечера.
Танк М60А3 имеет 31 фут (9,4 м) в длину, весит 57,3 тонны (57 000 кг) при полной загрузке, и может развивать скорость до 45 миль в час (72,42048 км/ч) с запасом хода почти 300 миль (480 км).. Он имеет 7,62-миллиметровый пулемёт М73, 12,7-миллиметровый крупнокалиберный пулемёт М2 «Браунинг» и 105-миллиметровую (4,1 дюйма) танковую пушку М68; все эти системы вооружения на арсенале в Сан-Диего были разряжены.

## Кража и разрушения
Вечером 17 мая ворота оружейного склада оказались незапертыми, поскольку сотрудники работали допоздна. Нельсон остался незамеченным в 6:30 вечера, когда он подъехал к зданию на своём фургоне «Шевроле». Затем Нельсон в растрёпанном виде без рубашки сломал висячие замки на трёх разных танках, прежде чем запустил M60A3. Нельсон врезался в ворота оружейного склада примерно в 6:45 вечера. 
Нельсон проехал на танке по жилым кварталам Сан-Диего, где жители описали разрушения как преднамеренные: «Он не пошёл по центру улицы, […] Кажется, он просто хотел повредить объекты коммунальных услуг и вызвать максимальный ущерб, не причиняя вреда людям». На расстоянии 6 миль (9,7 км), он уничтожил светофор, автобусную остановку, 40 машин — некоторые раздавил до размера 21⁄2 фута (0,76 м) в высоту — и снес пожарные гидранты и опоры ЛЭП, вызвав отключение электричества примерно в 5100 домохозяйствах. Нельсон не причинил никому никаких травм во время своего 25-минутного буйства.
Полицейское управление Сан-Диего (SDPD) узнало об инциденте в 6:46 вечера, когда детектив сообщил, что следует за Нельсоном. Подразделения SDPD направились на перехват танка, и шоссе штата Калифорния 163 (SR 163) было закрыто. Капитан полиции так сказал о навыках Нельсона: «Он, очевидно, знал, что делает. Он довольно хорошо управлялся с этим танком».

## Смерть
Выехав на SR 163, Нельсон врезался танком в трёхфутовое дорожное ограждение (32°47′38″ с. ш. 117°09′30″ з. д.), возле Sharp Memorial Hospital. От удара была выбита одна из опор подвески танка, в результате чего у танка слетела гусеница. Четверо офицеров SDPD поднялись на борт танка и открыли люк (который находился в режиме «боевой изоляции») с помощью болтореза. Нельсон отказался сдаваться и попытался вытеснить полицию, развернув танк.
Не имея оружия, способного пробить броню, и не зная, вооружён ли Нельсон, полиция застрелила его. Через два дня после инцидента газета Los Angeles Times сообщила, что Нельсон был ранен в правое плечо, а The New York Times сообщила, что он был жив, когда его вытащили из танка; через 18 дней после события издание People опубликовало сообщение о том, что Нельсон получил ранение в левое плечо, в результате чего он сразу же погиб. Позже Sharp Memorial сообщил, что Нельсон умер от «огнестрельных ранений», а офис коронера Сан-Диего заявил, что от Нельсона «пахло алкоголем».

## Последствия
Друзья Нельсона раскритиковали стрельбу, заявив, что полиции следовало использовать слезоточивый газ или провести кризисные переговоры; капитан SDPD Том Холл поддержал принятое решение, заявив, что «суть заключалась в том, что мы должны были остановить этого парня».
Что касается юридической ответственности, Калифорнийская гвардия была признана халатной и, следовательно, ответственной. Государство выплатило в общей сложности 149 201 долларов США: 10 000 долларов США компании Pacific Bell; 12 500 долларов США городу Сан-Диего; 40 965,69 долларов США компании San Diego Gas & Electric, а остальную часть — отдельным гражданам (в основном, за повреждение транспортных средств).
В последующие годы неопределенность мотивов Нельсона привела к тому, что комментаторы проецировали свои теории на его действия: «сага о среднем классе, находящемся в осаде; басня о выхолащивании американских мужчин; предупреждение о том, что происходит, когда бывшие военнослужащие, „которым не хватает внешних врагов и внутренних возможностей, приносят войну домой“».

### Национальная гвардия
Сразу после происшествия Национальная гвардия планировала отправить на SR 163 два танка, чтобы помочь переместить вышедший из строя танк на грузовик для транспортировки.
Охрана подтвердила, что транспортные средства, въезжающие на склад оружия, не проверялись (несмотря на усиление мер безопасности после недавнего взрыва в Оклахома-Сити). Майор Эд Гейл сообщил средствам массовой информации, что Нельсон, по-видимому, сломал внешний замок танка, чтобы получить доступ, и что это была первая кража танка из арсенала. На следующий день аккумуляторные батареи были сняты ещё с 28 танков Национальной гвардии в Южной Калифорнии, а мэр Сан-Диего Сьюзен Голдинг обратилась к губернатору Калифорнии Питу Уилсону с требованием провести расследование в отношении безопасности арсенала.
К ноябрю 1996 года Гвардия повысила безопасность и осведомлённость на своих арсеналах и перевезла все свои танки либо в Форт Ирвин, либо в Кэмп Робертс.

## Дальнейшее чтение
- Faludi, Susan. The Son, The Moon, and the Stars: The Promise of Postwar Manhood // Stiffed: The Betrayal of the American Man. — New York : William Morrow and Company, 1999. — ISBN 0-688-12299-X.
- Scott, Garrett, Cul de Sac: A Suburban War Story (англ.)
- Wiedemann, Joe, Tank Rampage{{citation}}:  Википедия:Обслуживание CS1 (url-status) (ссылка)